# Petropedetidae
Petropedetidae är en familj av groddjur som ingår i ordningen stjärtlösa groddjur (Anura). Enligt Catalogue of Life omfattar familjen Petropedetidae 16 arter. 
Dessa groddjur förekommer i Afrika från Sierra Leone i väst till Etiopien i nordöst och söderut till Kongo-Brazzaville och Tanzania.
Släkten enligt Amphibian Species of the World:
- Arthroleptides, 3 arter.
- Ericabatrachus, 1 art.
- Petropedetes, 8 arter.

Släktet Conraua bör flyttas till en egen familj, Conrauidae.